# Gathering of Developers
Gathering of Developers (також відома як God Games чи просто Gathering) — видавець відеоігор з Техасу, США. Заснована у січні 1998 року. Особливістю роботи компанії було те, що вона дозволяла розробникам ігор бути самостійними під час розробки гри, а також розробники мали можливість брати участь у прийнятті рішень з питань маркетингу під час релізу продукту. Першими випусками Gathering of Developers були: Railroad Tycoon II, Nocturne, Darkstone, Age of Wonders та Fly!. Згодом компанія розширила сферу діяльності та почала видавати ігри й для консолей.
Компанія Take-Two Interactive у травні 2000 року придбала Gathering of Developers. Засновники та працівники компанії були не задоволені розвитком подій, адже новий власник не дозволяв проводити самостійну політику щодо розробки та підтримки відеоігор. Крім того у травні 2001 не очікувано помер засновник компанії — Даг Маерс. Згодом Take-Two Interactive повністю встановила контроль над компанією та змінила назву на Gathering. У вересні 2004 року компанія була приєднана до 2K Games.
Gathering of Developers були відомі своїми екстравагантними заходами, такими як: безкоштовне барбекю, «жива» музика, та безкоштовне пиво для більше ніж 10 000 відвідувачів виставки E3.
Компанія була закрита у вересні 2004 року.

## Видані відеоігри
| Назва                          | Платформа                              | Дата випуску   | Розробник                       | Джерело |
| ------------------------------ | -------------------------------------- | -------------- | ------------------------------- | ------- |
| Jazz Jackrabbit 2              | Microsoft Windows                      | 31 липня 1998  | Epic Games                      | [ 1 ]   |
| Railroad Tycoon II             | MacOS, Microsoft Windows               | 31 жовтня 1998 | PopTop Software                 | [ 2 ]   |
| Railroad Tycoon II             | MacOS, Microsoft Windows               | 31 жовтня 1998 | PopTop Software                 | [ 2 ]   |
| Fly!                           | Microsoft Windows                      | 31 січня 1999  | Terminal Reality                | [ 3 ]   |
| Darkstone                      | Microsoft Windows                      | 27 липня 1999  | Delphine Software International | [ 4 ]   |
| Age of Wonders                 | Microsoft Windows                      | 25 жовтня 1999 | Triumph Studios / Epic Games    | [ 5 ]   |
| Nocturne                       | Microsoft Windows                      | 31 жовтня 1999 | Terminal Reality                | [ 6 ]   |
| Railroad Tycoon II             | Dreamcast, PlayStation                 | 30 січня 2000  | PopTop Software                 | [ 7 ]   |
| Railroad Tycoon II             | Dreamcast, PlayStation                 | 31 січня 2000  | PopTop Software                 | [ 2 ]   |
| Fly!                           | MacOS                                  | 1 лютого 2000  | Terminal Reality                | [ 3 ]   |
| Fly! 2K                        | Microsoft Windows                      | 26 квітня 2000 | Terminal Reality                | [ 8 ]   |
| 4x4 EVO 2                      | Microsoft Windows                      | 30 жовтня 2001 | Terminal Reality                | [ 9 ]   |
| Mafia: The City of Lost Heaven | Microsoft Windows, PlayStation 2, Xbox | 29 серпня 2002 | Illusion Softworks              | [ 8 ]   |